# Sociedad Deportiva Itxako
Sociedad Deportiva Itxako (kurz: SD Itxako) war der Name eines spanischen Vereins im Frauen-Handball aus Estella. In seiner Geschichte zwischen 1972 und 2013 trug der in Navarra beheimatete Verein nach dem Hauptsponsor auch den Namen Asfi Itxako Navarra.
Der Verein SD Itxako wurde im Oktober 1972 als reiner Männer-Handballverein gegründet. Erst 1990 wurde auch ein Nachwuchs-Frauen-Handballteam gebildet. Die Frauen schafften 1999 den Aufstieg in die División de Honor, die höchste spanische Liga.
Der Verein gewann mit dem Trainer Ambrosio Martín 2009 erstmals die spanische Meisterschaft; diesen Erfolg wiederholte der Verein in den Jahren 2010, 2011 und 2012. Im Jahr 2010 konnte das Team auch die Copa de la Reina, den spanischen Pokalwettbewerb, gewinnen. Auch diesen Erfolg konnte man in den Folgejahren 2011 und 2012 wiederholen. Ebenfalls drei Mal (2010, 2011 und 2012) gewann die Mannschaft die Supercopa de España, den spanischen Supercup.
Aufgrund wirtschaftlicher Schwierigkeiten gab es in der Spielzeit 2012/2013 einige Abgänge von Spielerinnen, das Team konnte nur knapp den Klassenerhalt schaffen. Der Verein zog sich dennoch im Juni 2013 aus der Liga zurück, im August 2013 wurde er aufgelöst.
International nahm die Mannschaft an europäischen Vereinswettbewerben teil, so am EHF-Pokal der Pokalsieger und der EHF Champions League. Die Mannschaft wurde Zweiter im EHF-Pokal 2007/08 und gewann den EHF-Pokal 2008/09. In der EHF Champions League 2010/11 belegte das Team Platz 2.